# بوسه فرانسوی (فیلم ۱۹۹۵)
بوسه فرانسوی (به انگلیسی: French Kiss) یک فیلم کمدی رمانتیک محصول سال ۱۹۹۵ است که به کارگردانی لارنس کاسدان و با بازی مگ رایان و کوین کلاین و ژان رنو ساخته شد. فیلمنامهٔ این فیلم را آدام بروکس نوشته است و داستان دربارهٔ زنی است که برای روبه‌رو شدن با نامزد خیانت‌کارش به فرانسه سفر می‌کند، اما هنگامی که مردی جذاب و خلافکار که در کنار او نشسته، از او برای قاچاق گردنبندی الماس استفاده می‌کند، ماجرا پیچیده می‌شود. بوسۀ فرانسوی در لوکیشن‌هایی در پاریس، ناحیه پروانس-آلپ-کوت دازور در جنوب شرقی فرانسه و کن فیلم‌برداری شد. این فیلم در ۵ مه ۱۹۹۵ در ایالات متحده اکران شد و نقدهای متفاوتی دریافت کرد، اما با فروش جهانی ۱۰۱٬۹۸۲٬۸۵۴ دلار، به موفقیت تجاری دست یافت.
بازسازی هندی این فیلم با عنوان Pyaar To Hona Hi Tha در ۲۴ ژوئیهٔ ۱۹۹۸ اکران شد. همچنین فیلم کمدی مالایالامی Vettam محصول ۲۰۰۴ نیز بر اساس French Kiss ساخته شده است.
این فیلم آخرین اثری بود که فیلم‌بردارش اوون رویزمن پیش از مرگش در سال ۲۰۲۳ فیلم‌برداری کرد.

## داستان
کیت، معلم تاریخ اهل آمریکا، با نامزدش چارلی، که پزشکی کانادایی است، در کانادا زندگی می‌کند. چارلی از او می‌خواهد در سفر کاری‌اش به پاریس همراهی‌اش کند، اما کیت به‌دلیل ترس از پرواز، ناسازگاری با پنیر و پیش‌داوری‌هایی که نسبت به فرانسوی‌ها دارد، امتناع می‌کند.
چند روز بعد، چارلی از پاریس تماس می‌گیرد و می‌گوید عاشق زنی فرانسوی به نام ژولیت شده و قصد بازگشت ندارد. کیت مصمم می‌شود تا او را بازگرداند و سوار هواپیما می‌شود. کنار او مردی فرانسوی به نام لوک تسیه نشسته که در وهلهٔ اول از او خوشش نمی‌آید.
بی‌آن‌که کیت بداند، لوک یک نهال انگور و گردنبندی الماس دزدیده‌شده را به فرانسه قاچاق می‌کند تا با آن‌ها تاکستان خودش را راه‌اندازی کند. برای تحمل حضورش تا رسیدن به پاریس، کیت مست می‌کند. پیش از پیاده‌شدن، لوک نهال و گردنبند را پنهانی در کیف کیت می‌گذارد، چون می‌داند او بازرسی نخواهد شد.
در فرودگاه، بازرس ژان-پل کاردون لوک را می‌بیند و کیفش را می‌گردد. ژان-پل که از شغل لوک باخبر است، به‌خاطر نجات جانش در گذشته، حس محافظت از او دارد. در همین حال، کیت به هتل چارلی می‌رود.
در لابی، در حالی که در کنار دزدی به نام باب نشسته، کیت چارلی و ژولیت را در حال بوسیدن می‌بیند و از حال می‌رود. باب کیف و چمدانش را می‌دزدد و می‌رود. با رسیدن لوک و به‌هوش آوردن کیت، او درمی‌یابد گردنبند نزد باب است. آن‌ها به خانهٔ باب می‌روند و کیف را بازمی‌گردانند، اما پول و گذرنامهٔ کیت رفته است.
کیت خشمگین می‌شود و می‌رود. او متوجه می‌شود چارلی برای دیدار با والدین ژولیت به کن رفته. لوک نیز درمی‌یابد گردنبند هنوز در کیف کیت است و به ایستگاه قطار می‌رود. او به کیت پیشنهاد می‌دهد کمکش کند تا چارلی را بازگرداند. آن‌ها سوار قطار به مقصد کن می‌شوند. آن شب، لوک تصویر چارلی را در قاب گردنبند کیت می‌بیند. کیت در خواب است و هنگام بازرسی کیف، او را با چارلی اشتباه می‌گیرد و می‌بوسد.
صبح فردا، کیت این بوسه را «رؤیایی لذت‌بخش» توصیف می‌کند که زندگی‌اش را دگرگون کرده است. او با وجود ناسازگاری با لبنیات، شروع به چشیدن انواع پنیر فرانسوی می‌کند، و دچار دل‌درد شدید می‌شود.
در زادگاه لوک، لا راول، در پولهاگه از قطار پیاده می‌شوند و در خانهٔ خانوادگی او می‌مانند. کیت دربارهٔ گذشتهٔ لوک و باختن تاکستان خانوادگی‌اش در بازی پوکر با برادرش می‌آموزد، و درمی‌یابد که با وجود سابقهٔ کلاه‌برداری، او به شراب‌سازی آگاه است و رویای داشتن تاکستان خودش را دارد. هنگام بازگشت به قطار، کیت گردنبند را به لوک نشان می‌دهد.
در کن، آن‌ها با کارت دزدی برادر لوک اتاقی در هتل می‌گیرند. کیت طبق نقشهٔ لوک با وانمود به بی‌تفاوتی، چارلی را در ساحل و در حضور ژولیت روبه‌رو می‌کند. لوک برای برانگیختن حسادت چارلی، نقش معشوق کیت را بازی می‌کند، که مؤثر واقع می‌شود. عصر همان روز، ژان-پل به کیت می‌گوید باید لوک را قانع کند که گردنبند را ناشناس پس بدهد تا از زندان نجات یابد. لوک که می‌خواست آن را به کارتیه بفروشد، با «نقشهٔ تازهٔ» کیت موافقت می‌کند تا او گردنبند را بفروشد، چون ایمن‌تر است.
سر شام، چارلی از کیت عذرخواهی می‌کند و به اتاقش می‌آید تا او را اغوا کند. کیت او را رد می‌کند و درمی‌یابد که دیگر او را نمی‌خواهد و عاشق لوک شده است. در همین حال، لوک برای «اطمینان از پیروزی» با ژولیت به رخت‌خواب می‌رود، اما وقتی در تخت او را «کیت» صدا می‌زند، نقشه‌اش شکست می‌خورد.
صبح روز بعد، کیت به لوک می‌گوید که چارلی او را می‌خواهد، اما سریعاً از اتاق می‌رود و می‌گوید: «کارتیه منتظره». او گردنبند را به ژان-پل تحویل می‌دهد و با پس‌انداز خودش، چکی ۴۵٬۷۸۲ دلاری از کارتیه می‌خرد تا وانمود کند که گردنبند را فروخته است.
او چک را به لوک می‌دهد و وانمود می‌کند که به دیدار چارلی می‌رود و به فرودگاه می‌رود. ژان-پل سپس به لوک حقیقت را می‌گوید و فاش می‌کند کیت برای او چه کرده است. لوک به فرودگاه می‌شتابد، سوار هواپیما می‌شود و عشقش را به کیت اعتراف می‌کند و از او می‌خواهد بماند. آن دو بعداً در تاکستان تازه‌شان همدیگر را می‌بوسند و در آغوش می‌گیرند.